# Pintér D. István
Pintér D. István (Erdőszentgyörgy, 1964. szeptember 7. –) erdélyi magyar közíró, költő.

## Életútja
Általános és középiskoláit Székelyvéckén kezdte és Székelyudvarhelyen végezte (1982). 1992-ig szakmunkás, 1992-től az Udvarhelyi Híradó felelős szerkesztője; 1999-től az Erdélyi Nimród című természetbarát-magazint is szerkeszti.

## Munkássága
Első írásait az Ifjúmunkás közölte 1979-ben; publicisztikái (1987-től) ugyanitt, valamint az Udvarhelyi Híradóban (1990-től), versei az Ablak című folyóiratban (1990-91), a Székelyföldben, riportjai a Látóban, az Ifi Fórumban jelentek meg. Versekkel szerepelt az 1993-as, 1994-es és 1995-ös Fagyöngy antológiákban is.
Zámbó Jimmy emlékére írt, Bús dal szól című riportját (Zoltán Jánossal társszerzésben) önálló kötetben is megjelentette (Székelyudvarhely, 2001).

## Művei
- Zoltán János–Pintér D. István: Bús dal szól. Zámbó Jimmy emlékére; Infopress Rt., Székelyudvarhely, 2001